# Reinhold Pauli
Reinhold Pauli, född 25 maj 1823 i Berlin, död 3 juni 1882 i Bremen, var en tysk historiker.
Pauli promoverades 1846 i Berlin till filosofie doktor, vistades 1847-55 i England under grundliga studier särskilt i engelsk medeltidshistoria samt blev 1857 professor i Rostock, 1859 i Tübingen, 1867 i Marburg och 1870 i Göttingen. 
Pauli skrev flera ansedda arbeten rörande Englands äldre historia, bland dem en fortsättning på Johann Martin Lappenbergs Geschichte von England (band 3-5, 1853-58; omfattande tiden 1154-1509), Simon von Montfort (1867), Aufsätze zur englischen Geschichte (1869; ny följd med biografisk inledning 1883 utgiven av O. Hartwig) samt Geschichte Englands seit den Friedensschlüssen von 1814 und 1815 (tre band, 1864-75; går till 1852). Pauli utgav dessutom den engelska medeltidsdikten "Confessio amantis" av John Gower (tre band, 1857). Paulis Lebenserinnerungen utgavs av E. Pauli (1895).